# クリス・ウィルツ
クリス・ウィルツ（Kris Wirtz、1969年12月12日 - ）は、カナダ出身の男性フィギュアスケート選手。1992年アルベールビルオリンピック、1994年リレハンメルオリンピック、1998年長野オリンピックペアカナダ代表。パートナーは妻でもあるクリスティ・サージアントなど。

## 経歴
- シェリー・ボールとペアを組み、1992年アルベールビルオリンピックに出場。12位。翌年に解散し、新たにクリスティ・サージアントとペアを結成。
- 1994年リレハンメルオリンピックに出場し10位。
- 1998年長野オリンピック12位。
- 1999年四大陸フィギュアスケート選手権2位。同年の夏にパートナーでもあるクリスティと結婚。
- 2003年をもって現役引退。

## 主な戦績
戦績はサージアントと組んで以降
| 大会/年      | 93-94 | 94-95 | 95-96 | 96-97 | 97-98 | 98-99 | 99-00 | 00-01 | 01-02 | 02-03 |
| ------------ | ----- | ----- | ----- | ----- | ----- | ----- | ----- | ----- | ----- | ----- |
| オリンピック | 10    |       |       |       | 12    |       |       |       |       |       |
| 世界選手権   | 11    |       | 7     | 6     | 7     | 6     | 10    | 8     |       |       |
| 四大陸選手権 |       |       |       |       |       | 2     | 4     | 7     |       |       |
| カナダ選手権 | 2     | 5     | 2     | 2     | 1     | 1     | 2     | 2     |       | 棄権  |